# Szylency
Szylency (biał. Шыленцы; ros. Шиленцы) – wieś na Białorusi, w obwodzie witebskim, w rejonie dokszyckim, w sielsowiecie Biarozki. W 2009 roku liczyła 11 mieszkańców.